# Leon Grek
Leon Grek (ur. 11 marca 1899, zm. 2 lutego 1980) –  działacz sportowy i popularyzator sportu, współzałożyciel Zarządu Miejskiego TKKF w Poznaniu.

## Życiorys
Pochodził z rodziny robotniczej. Od dzieciństwa żywo zainteresowany sportem. W okresie międzywojennym działacz Sokoła. Od 1928 do śmierci zarządca boiska przy ul. Obornickiej (dziś Piątkowskiej, przy stacji PST Słowiańska - obecnie znajduje się w tym miejscu market sieci Biedronka). W lipcu 1957 współzałożyciel poznańskiego TKKF. Był inicjatorem wylewania sztucznych lodowisk na terenie miasta, zwłaszcza na Winiarach, Winogradach i Sołaczu. Dla upamiętnienia jego zasług rozgrywany był turniej piłki nożnej - Memoriał im. Leona Greka. Odznaczony Odznaką Honorową Miasta Poznania i Honorową Złotą Odznaką TKKF.